# Euselasia catapoecila
Euselasia catapoecila är en fjärilsart som beskrevs av Adalbert Seitz 1916. Euselasia catapoecila ingår i släktet Euselasia och familjen Riodinidae. Inga underarter finns listade i Catalogue of Life.